# Leskovica (Słowenia)
Leskovica – wieś w Słowenii, w gminie Gorenja vas-Poljane. W 2018 roku liczyła 88 mieszkańców.